# Bánh giáng sinh
Bánh Giáng sinh là một loại bánh ngọt, thường là bánh trái cây, được phục vụ vào dịp Giáng sinh ở nhiều quốc gia.

## Biến thể Anh

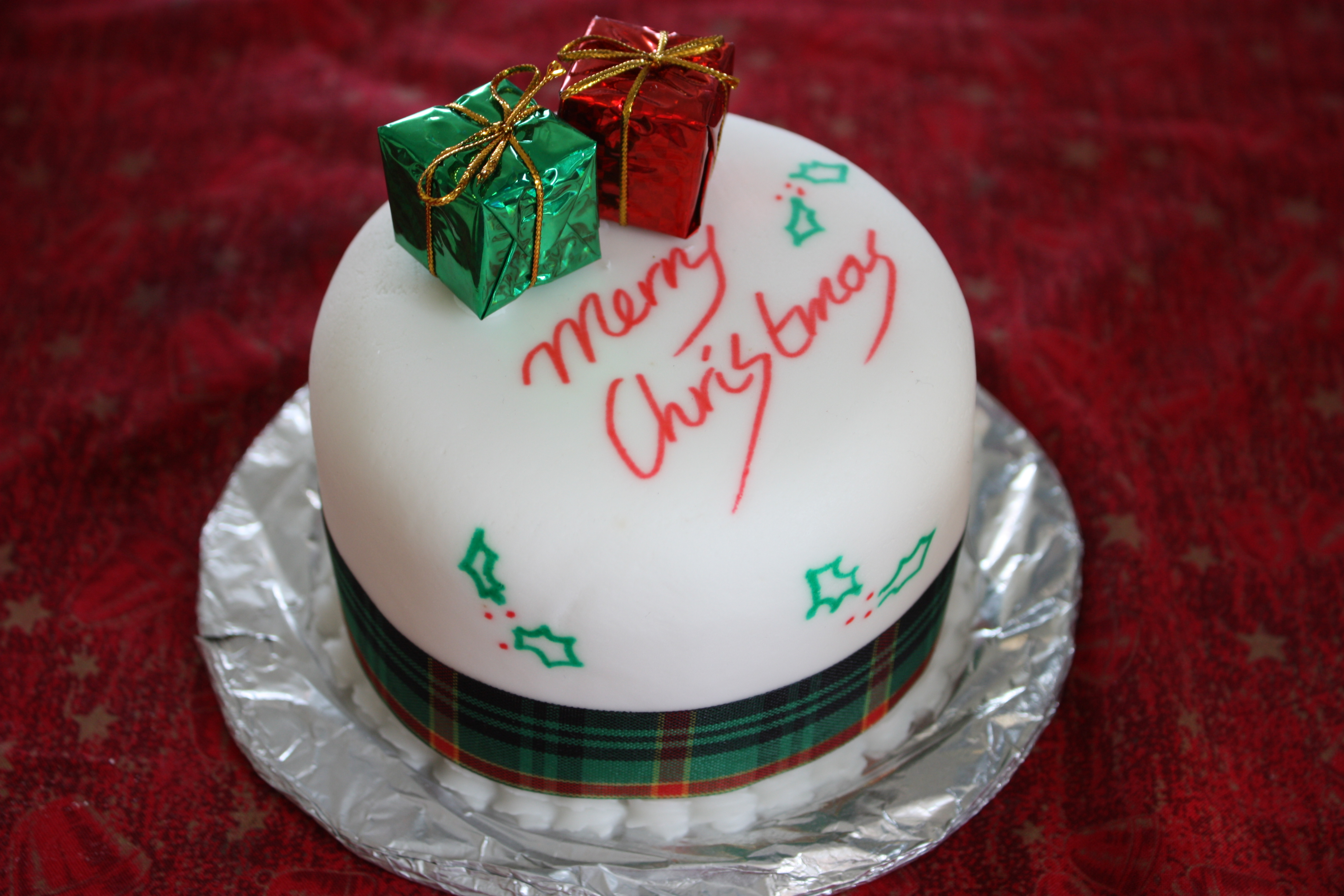
Một chiếc bánh Giáng sinh được trang trí đơn giản

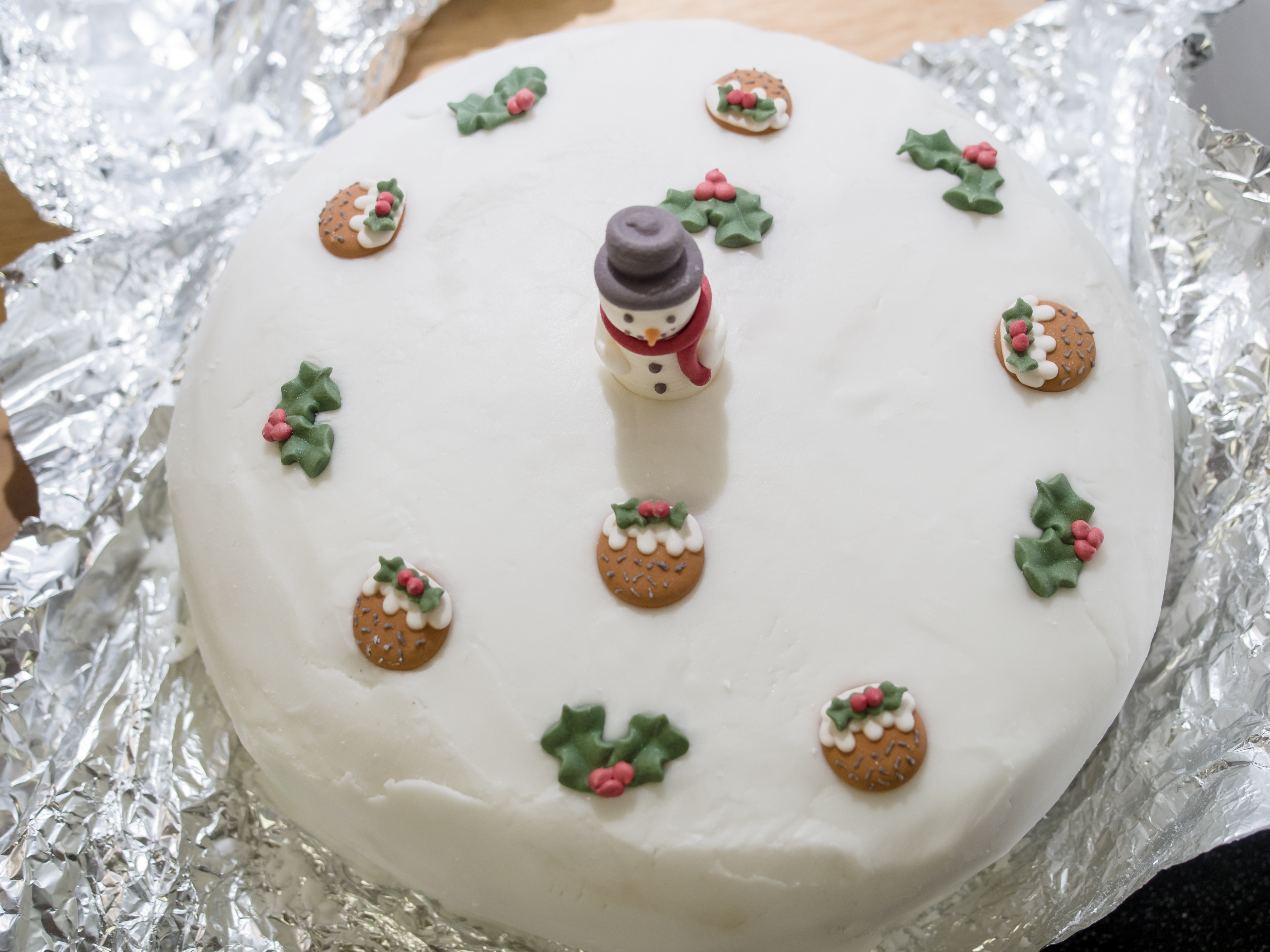
Bánh Giáng sinh màu trắng

Bánh Giáng sinh là một truyền thống của người Anh bắt nguồn từ món cháo mận. Một chiếc bánh Giáng sinh truyền thống Anh được làm từ nho Zante ẩm, nho khô (nho khô vàng) và nho khô ngâm trong rượu mạnh, rượu rum, rượu whisky hoặc rượu sherry. Bánh có thể được phủ nhiều lớp hạnh nhân, sau đó phủ kem và thường được trang trí bằng dải ruy băng kẻ sọc và các mô hình như người tuyết, cây linh sam hoặc Ông già Noel.

## Quốc gia khác
Ở Hoa Kỳ, một số người tặng bánh trái cây làm quà vào dịp Giáng sinh, nhưng chúng không được gọi là bánh Giáng sinh. Tuy nhiên, ở Canada, loại bánh tương tự lại được gọi là "bánh Giáng sinh".
Ở Ấn Độ, bánh Giáng sinh theo truyền thống là loại bánh trái cây với nhiều phiên bản. Bánh Allahabadi nổi tiếng với hương vị đậm đà. Nhiều tiệm bánh Kitô giáo truyền thống hơn thêm rượu, thường là rượu rum, vào bánh.
Ở Sri Lanka, bánh Giáng sinh sử dụng mật đường thay vì đường mía và bao gồm các loại gia vị như nhục đậu khấu, quế và tiêu đen.

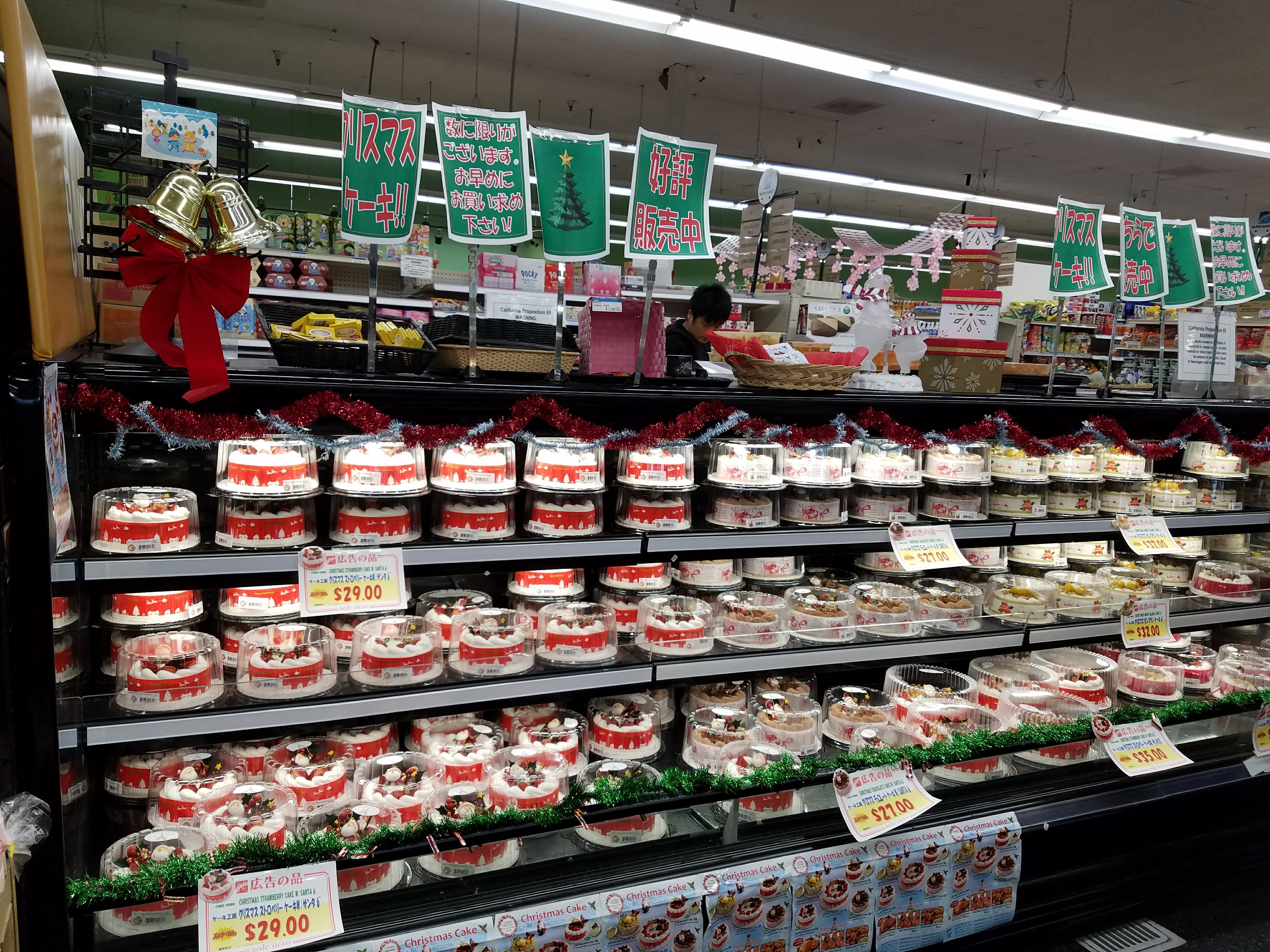
Bánh Giáng sinh kiểu Nhật trong tủ trưng bày tại Chợ Nijiya (San Diego, 2017)

Ở Nhật Bản, bánh Giáng sinh theo truyền thống được ăn vào đêm Giáng sinh. Bánh chỉ đơn giản là một chiếc bánh xốp, phủ kem tươi, thường được trang trí bằng dâu tây, phủ sôcôla Giáng sinh hoặc các loại trái cây theo mùa khác. Những chiếc bánh Giáng sinh kiểu này ban đầu được Fujiya tung ra thị trường và được phổ biến rộng rãi khi họ bắt đầu bán hàng tại Ginza, khu thương mại trung tâm ở Tokyo.
Ở Philippines, bánh Giáng sinh là những chiếc bánh pound màu vàng tươi với các loại hạt ngâm hoặc bánh trái cây theo kiểu Anh. Cả hai đều được ngâm trong một lượng lớn rượu mạnh hoặc rượu rum trộn với xi-rô đường cọ và nước đơn giản. Một loại bánh Giáng sinh truyền thống khác là crema de fruta, loại bánh xốp được phủ sữa trứng ngọt hoặc kem tươi, gelatin hoặc gulaman (thạch) và nhiều loại trái cây bao gồm xoài, dứa, anh đào và dâu tây.
Ở Síp, bánh Giáng sinh rất giống ở Anh và được phục vụ vào ngày Giáng sinh. Đây là món ăn đầu tiên mà người dân địa phương mời khách của họ.
Ở Đức thì có Stollen, một loại bánh trái cây truyền thống của Đức, rất được ưa chuộng. Trong mùa Giáng sinh, nó còn được gọi là Weihnachtsstollen hoặc Christstollen.
Ở Ý có Panettone, một loại bánh mì chua ngọt có hình vòm đặc biệt, được ăn theo truyền thống vào dịp Giáng sinh. Nó chứa nho khô và kẹo trái cây họ cam quýt và được chuẩn bị tỉ mỉ trong nhiều ngày.
Ở Pháp, Bỉ, Thụy Sĩ, Cộng đồng Canada gốc Pháp, Luxembourg và Lebanon có Bûche de noël (bánh gỗ Yule) là loại bánh Giáng sinh truyền thống. Chúng là những chiếc bánh xốp nhẹ được phủ một lớp kem bơ có hương vị sô cô la, cà phê và Grand Marnier.
Ở Bồ Đào Nha và Brasil thì có Bolo Rei, dịch là "Bánh vua", là một loại bánh Giáng sinh truyền thống của Bồ Đào Nha và Brazil. Nó thường được thưởng thức trong mùa Giáng sinh và được biết đến với hương vị đậm đà và ngọt ngào. Bánh có hình tròn, có lỗ ở giữa giống như một chiếc vương miện. Nó thường được trang trí bằng kẹo trái cây, các loại hạt và đường bột.